# باول لامبرت (لاعب كرة قدم كندية)
باول لامبرت هو لاعب كرة قدم كندية كندي، ولد في 21 نوفمبر 1975 في مونتريال في كندا.